# CASA C-101 Aviojet

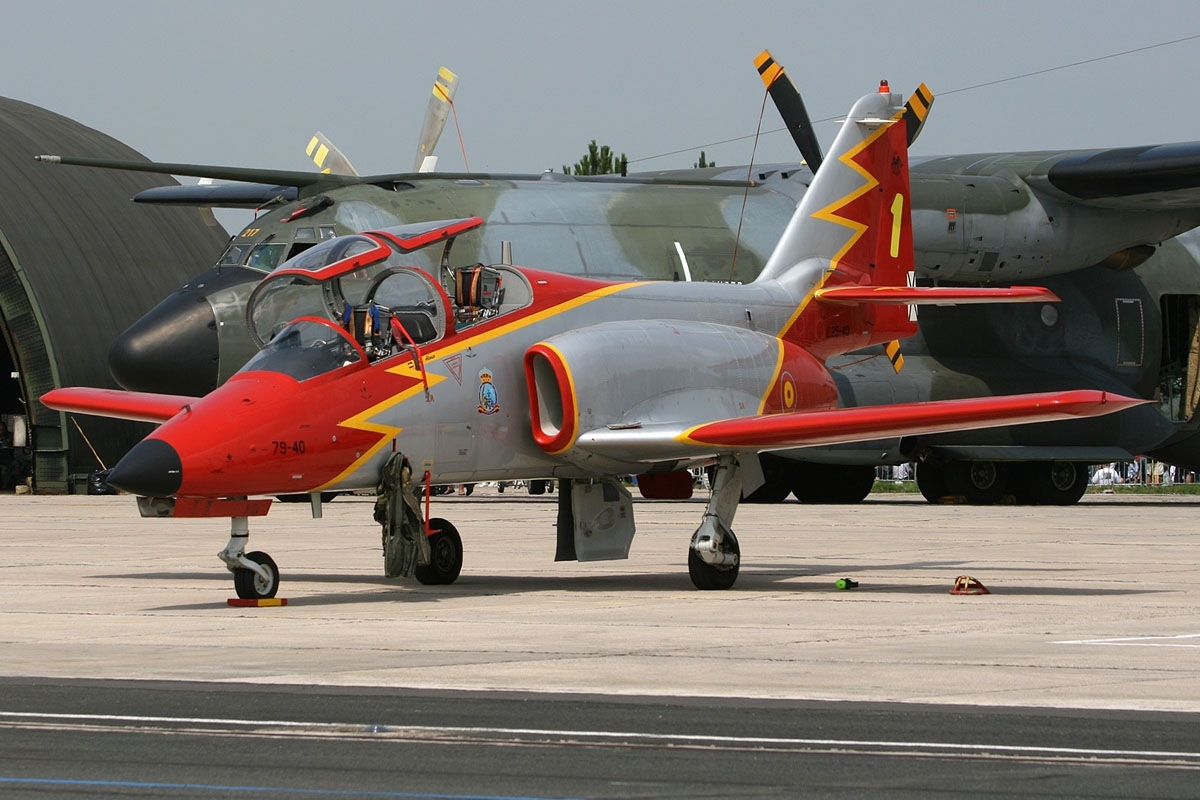
Avion de la Patrulla Águila

Le CASA C-101 Aviojet est un avion d'entraînement monoréacteur et un avion d'attaque au sol léger issus de la collaboration entre CASA, Northrop Grumman et MBB. 

## Historique
Son développement commença en 1974 pour se terminer en 1997.
La Force aérienne hondurienne l'utilise pour abattre des avions faisant du trafic de stupéfiant. Entre autres, un Douglas C-47 Skytrain est détruit au canon de 30 mm en 1987.

## Armements

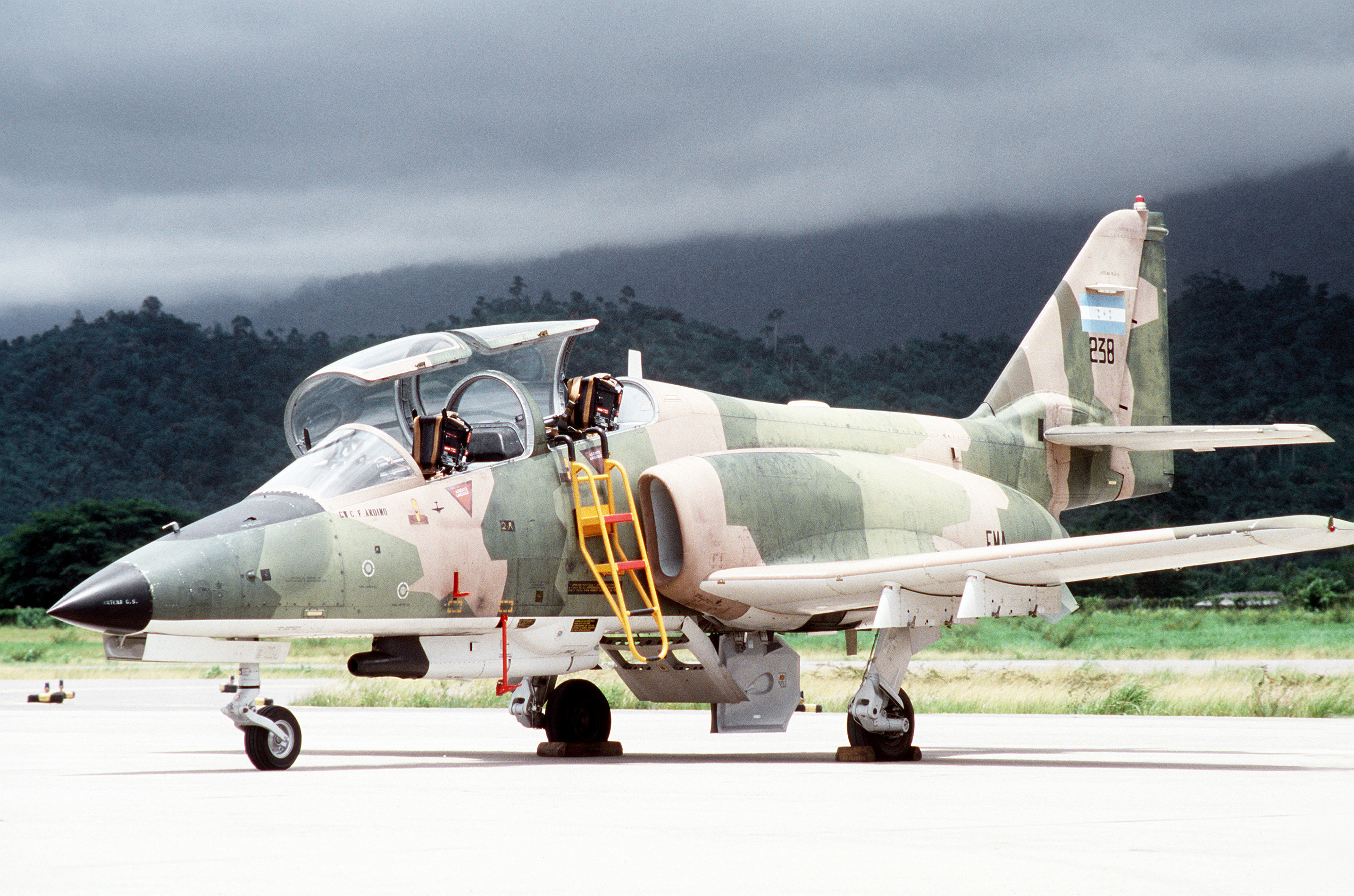
C-101 Aviojet de la force aérienne hondurienne.

- 1 x canon DEFA de 30 mm approvisionné a 130 coups ou 2 x mitrailleuses M3 12,7 mm a 440 coups[2].
- 2 x missile Rafael Shafrir 2
- 6 x pylônes sous les ailes, pouvant supporter jusqu'à 2 220 kg
- Il peut mettre en œuvre le AGM-65 Maverick.

## Pays utilisateurs

### Anciens utilisateurs
- Chili : Force aérienne chilienne - 35 avions (12 C-101BB et 23 C-101CC) acquis. Mis hors service en décembre 2022, après 41 ans de service.
- Espagne : Force aérienne espagnole : 88 C-101EB acquis[3], entrés en service en 1980 et rénovés au début des années 1990, 60 étaient en service en 2019. En janvier 2020, 24 Pilatus PC-21 sont commandés en vue de leur remplacement. En août 2022, les C-101 Aviojet ont été officiellement mis hors service après 285 000 heures de vol[4], remplacés par les PC-21[5]. La Patrulla Águila, dernière formation à l'utiliser, passe sur PC-21 en juin 2025 et la cérémonie de retrait des C-101 à lieu le 15 juin 2025[6].
- Honduras : Force aérienne hondurienne: 4 C-101BB livrés entre 1982 et 1984, n'est plus en service en date de 2016[7].
- Jordanie : Force aérienne royale jordanienne: 16 C-101CC.